# Cesare Zancanaro
Cesare Zancanaro (Padova, 6 gennaio 1904 – Rovigo, 12 dicembre 1989) è stato un calciatore, hockeista su pista, scultore e decoratore plastico italiano.

## Biografia
Zancanaro inizia a frequentare l'Istituto d'arte "Pietro Selvatico" di Padova, frequentato poi anche dal fratello minore Antonio "Tono" Zancanaro, dove si specializza in scultura plastica e lavorazione dei metalli, ferro, rame ed argento. Finiti gli studi superiori conseguì il diploma accademico nel corso di scultura a Venezia.
Negli anni venti è a Rovigo dove insegna inizialmente nella scuola di avviamento professionale affiancando la sua attività artistica. In seguito, dal 1929, entra a far parte del corpo docente dell'Istituto Tecnico Industriale. 
Nel periodo di insegnamento permette ai suoi studenti di frequentare liberamente il suo laboratorio per affinare praticamente l'insegnamento sulle tecniche del ferro battuto e dello sbalzo.
Tra le sue opere più rappresentative vi è il monumento posto nel parco dello Stadio Mario Battaglini, impianto sportivo comunale utilizzato dalla società Rugby Rovigo Delta.
Morì a Rovigo il 12 dicembre 1989, a meno di un mese dal suo ottantaseiesimo compleanno.

## Attività sportiva
A conferma della poliedricità di Zancanaro, l'affetto che provava nei confronti del mondo dello sport non ebbe un riscontro nella sola attività artistica ma anche nella partecipazione diretta dell'attività sportiva.
Nella sua vita ricoprì infatti i ruoli di calciatore e portiere del Padova, Dolo e Parma, e portiere anche nell'Hockey Club Patavium, sempre col fratello Antonio (attaccante e definito sulla stampa sportiva come Zancanaro II).
Terminata l'attività agonistica, diventò allenatore e preparatore atletico di una squadra di calcio, per poi passare ad allenatore in ambito pattinaggio a rotelle alla chiusura della squadra padovana di hockey su pista (1930).
Non risulta alcuna presenza nella squadra di calcio del Rovigo perché era effettivamente a difendere la porta del Dolo nella stagione 1930-1931 e non come erroneamente indicato da altra fonte a Rovigo.
Successivamente entra a far parte dello staff del Rugby Rovigo. Lo sviluppo dello skating rodigino deve a Zancanaro il progetto della pista, ora smantellata, collocata nel polo sportivo cittadino accanto allo Stadio Battaglini ed al campo di atletica.

## Attività artistica
L'attività artistica di Zancanaro fu poliedrica, testimoniata dalle numerose lapidi e monumenti, sia a tema religioso che legati al mondo dello sport, posizionati essenzialmente in territorio polesano ma presenti sia in varie località italiane che all'estero. 
A Rovigo sono visibili alcune sue opere: la Lapide a Gabriele D'Annunzio (1963); il già citato monumento dedicato al rugbista ed allenatore Mario Battaglini; una coppia di candelabri nella Chiesa dei Santi Francesco e Giustina. e la Lampada della Pace nel Tempio della Beata Vergine del Soccorso (detto "la Rotonda") inaugurata nel (1989).